# Абязов, Рустем Юнусович
Рустем Юнусович Абязов (тат. Рөстәм Юныс улы Абязов, род. 29 марта 1959, Казань) — российский музыкант, дирижёр. «Дирижёр года» по версии всероссийской газеты «Музыкальное обозрение» (2002 г.). Народный артист Республики Татарстан (1998). Заслуженный деятель искусств Российской Федерации (2005).
С 1989 года — организатор, художественный руководитель и главный дирижёр Казанского государственного камерного оркестра La Primavera.
Записи Абязова часто звучат в эфире общероссийской радиостанции «Орфей». Творчество музыканта широко освещается в региональных, общероссийских и зарубежных СМИ. В 2019 году его имя внесено в Книгу почётных имен Казани.

## Награды
Российские
- Орден Дружбы (2023 год) — за вклад в развитие отечественной культуры и искусства, многолетнюю плодотворную творческую деятельность[3].
- Почетное звание «Заслуженный деятель искусств Российской Федерации» (2005 год) — за заслуги в области искусства[4].

Татарстанские
- Государственная премия Республики Татарстан имени Габдуллы Тукая (2003 год) — за концерты-посвящения С. Сайдашеву, Н. Жиганову, Р. Яхину, Г. Тукаю и концертные программы «Солист — Рустем Абязов», «Юбилейный цикл», «Премьеры La Primaver’ы», «Музыка настроений»[5].
- Орден «Дуслык» (2019 год) — за значительный вклад в развитие музыкального искусства и многолетнюю плодотворную творческую деятельность[6].
- Медаль «За доблестный труд» (2014 год) — за многолетнюю творческую деятельность и большой вклад в развитие музыкального искусства медалью[7].
- Почётное звание «Народный артист Республики Татарстан» (1998 год)[8].
- Почётное звание «Заслуженный деятель искусств Татарской ССР» (1991 год)[9].
- Занесение в Книгу почёта Казани (2019 год)[10].